# 梁皓楷
梁皓楷（英語：Jerry Leung Ho Kai，1978年7月14日—），香港男藝人、演員、主持人、模特兒，為前亞洲電視男藝員。曾擔任全職模特兒，參與過廣告及大型時裝表演等工作，參加1998年香港男士競選後加入亞視。梁皓楷亦曾為《今日睇真D》外勤採訪記者及主持人，亦曾拍攝電影。目前為賽馬資訊節目《馬上全接觸》（Racing Express）節目主持之一。他在11至18歲時曾為民安隊少年團的成員。其上海籍的妻子徐樂思為香港業餘女電單車賽車手，亦是一位女車評人及試車員兼廣告和電影電單車替身。2018年以特約演員身份開始為無綫電視拍劇，2020年8月正式加入無綫為基本藝人合約藝人。

## 電視劇

### 亞洲電視
| 首播   | 劇名                            | 角色       |
| 1998年 | 《與狼共枕》                    |            |
| 1998年 | 《穆桂英》                      | 李元旻     |
| 1999年 | 《縱橫四海》                    | 調查科探員 |
| 1999年 | 《肥貓正傳II》                  | 助導       |
| 1999年 | 《南海十三郎》                  | 輝哥       |
| 1999年 | 《我和殭屍有個約會II》          |            |
| 2000年 | 《世紀之戰》                    | 炳         |
| 2000年 | 《寶島春夢》                    |            |
| 2000年 | 《香港一家人》                  |            |
| 2000年 | 《電視風雲》                    | 白飛       |
| 2001年 | 《騷東坡》                      | 孫捕頭     |
| 2001年 | 《非常好警》                    | 阿威       |
| 2002年 | 《搶杠夫妻》                    | 阿楷       |
| 2002年 | 《有求必應》                    | 銀行客人   |
| 2002年 | 《8號巴士站站情》               | 顏男友     |
| 2002年 | 《女俠丁叮噹》                  | 皇帝       |
| 2002年 | 《子是故人來》                  |            |
| 2002年 | 《暴風型警》                    |            |
| 2003年 | 《萬家燈火》                    |            |
| 2004年 | 《媽媽我真的愛你》              |            |
| 2004年 | 《我和殭屍有個約會Ⅲ之永恆國度》 |            |
| 2004年 | 《爸爸兩邊走》                  | 石龍       |
| 2005年 | 《爸爸向前走》                  | 石龍       |
| 2005年 | 《美麗傳說II星願》              |            |
| 2005年 | 《危險人物·寶馬山雙屍案》       | 狂人敏     |
| 2005年 | 《情陷夜中環》                  | 趙公子     |
| 2006年 | 《香港奇案實錄·雨夜狂屠》       | 石子謙     |
| 2006年 | 《情陷夜中環II》                | Johnny     |
| 2006年 | 《義無反顧》                    | 王展威     |
| 2007年 | 《十六不搭喜趣來》              | C哥鐘腎濤  |
| 2008年 | 《火蝴蝶》                      | 杜潤澤     |
| 2009年 | 《法網群英》                    | David      |

### 無綫電視
| 首播     | 劇名                         | 角色                               |
| 2018年   | 《愛·回家之開心速遞》        | 警察（第284集）                    |
| 2019年   | 《牛下女高音》               | 戲院售票員                         |
| 2019至今 | 《愛·回家之開心速遞》        | 送花員                             |
| 2019至今 | 《愛·回家之開心速遞》        | Macy老公                           |
| 2019至今 | 《愛·回家之開心速遞》        | 心夫Club職員                       |
| 2019至今 | 《愛·回家之開心速遞》        | 周少                               |
| 2019至今 | 《愛·回家之開心速遞》        | Pierre                             |
| 2019至今 | 《愛·回家之開心速遞》        | 暴龍哥                             |
| 2020年   | 《殺手》                     | 私竇經理                           |
| 2020年   | 《反黑路人甲》               | 琛手下                             |
| 2020年   | 《踩過界II》                 | 羅美丈夫                           |
| 2021年   | 《伙記辦大事》               | 醫生                               |
| 2021年   | 《刑偵日記》                 | 談判專家（第25集）                 |
| 2021年   | 《七公主》                   | 賭客（第13集）                     |
| 2021年   | 《我家無難事》               | 學生（第1集）                      |
| 2021年   | 《我家無難事》               | 客人（第2集）                      |
| 2021年   | 《換命真相》                 | 關助手（第4集）                    |
| 2021年   | 《星空下的仁醫》             | 馮達廣（第11、23集）               |
| 2021年   | 《十月初五的月光》           | 棉花糖檔主（第15、19集）           |
| 2022年   | 《愛上我的衰神》             | 安（第6集）                        |
| 2022年   | 《異搜店》                   | 醫生（第19-20集）                  |
| 2022年   | 《雙生陌生人》               | CID（第6、18-20集）                |
| 2022年   | 《十八年後的終極告白2.0》    | 江振興（江Sir）                    |
| 2022年   | 《回歸光影頌: 究竟天有幾高》 | 科研組員                           |
| 2022年   | 《童時愛上你》               | 速遞員（第9集）                    |
| 2022年   | 《回歸》                     | 張律師                             |
| 2022年   | 《白色強人II》               | 消防隊隊長（第8、13-14、26、29集） |
| 2022年   | 《黯夜守護者》               | 阿武（第1集）                      |
| 2022年   | 《美麗戰場》                 | 傑仔（第4集）                      |
| 2022年   | 《下流上車族》               | 張生（第13集）                     |
| 2022年   | 《超能使者》                 | 明星（第13集）                     |
| 2022年   | 《有種好男人》               | 主持人（第1集）                    |
| 2023年   | 《新四十二章》               | 石磊（第6-7集）                    |
| 2023年   | 《隱形戰隊》                 | 石潤東                             |
| 2023年   | 《隱門》                     | 成漢（醒Sir）                      |
| 2024年   | 《再見·枕邊人》              | 添                                 |
| 2024年   | 《逆天奇案2》                | 雷sir                              |
| 2024年   | 《異空感應》                 | 雷Sir                              |
| 2025年   | 《奪命提示》                 | 李浩南                             |
| 2025年   | 《刑偵12》                   | 檢控官                             |
| 2025年   | 《麻雀樂團》                 | 阿武                               |

### 其他
| 首播     | 劇名           | 角色      |
| 2016年   | 無間道         |           |
| ViuTV    |                |           |
| 2020年   | 打天下         | Ricky教練 |
| 2020年   | 地產仔         | 陳先生    |
| 邵氏兄弟 |                |           |
| 2022年   | 飛虎之壯志英雄 | 見習督察  |
| 2023年   | 廉政狙擊       | 麥Sir     |

## 電影
| 首映   | 電影名         | 角色 |
| 2002年 | 《無間道》     |      |
| 2002年 | 《飛虎雄師》   |      |
| 2003年 | 《無間道III》  |      |
| 2004年 | 《新警察故事》 |      |
| 2005年 | 《三岔口》     |      |
| 2005年 | 《千杯不醉》   |      |
| 2007年 | 《十分愛》     |      |
| 2010年 | 《槍王之王》   |      |
| 2012年 | 《寒戰》       |      |
| 2016年 | 《使徒行者》   |      |
| 2016年 | 《寒戰II》     |      |
| 2019年 | 《P風暴》      | 獄警 |
| 2024年 | 《談判專家》   | 金毛 |

## 節目主持

### 亞洲電視
- 《今日睇真D》（1998年）[1]
- 《好玩十兄弟》（1998年）[3]
- 《馬上全接觸》[1]
- 《男人做晒》（2009年）

## 資料來源
1. 1 2 3 4 5 6 7 8 9  . 明周娛樂. 2023-07-21  [2025-05-22]. （原始内容存档于2024-11-13） （中文（香港））.
2. ↑  . on.cc東網. 2019-06-24  [2025-05-22]. （原始内容存档于2025-05-22） （中文（香港））.
3. 1 2 3 4 5 6 7 8 9  . skypost.hk. 2021-04-30  [2025-05-22]. （原始内容存档于2025-05-22） （中文）.
4. 1 2 3  . skypost.hk. 2023-02-07  [2025-05-22]. （原始内容存档于2025-05-22） （中文）.

## 外部連結
- 梁皓楷在tvb.com的資料
- 馬上全接觸介紹-香港賽馬會 （页面存档备份，存于）
- 賽馬節目主持人-梁皓楷 （页面存档备份，存于）